# Regio's van Eritrea
Eritrea is sinds 1996 ingedeeld in zes regio's (zoba). Deze zijn (hoofdsteden staan tussen haakjes):

## Regio's
| #  | Regio                | Hoofdstad |
| -- | -------------------- | --------- |
| 1. | Maekel               | Asmara    |
| 2. | Debub                | Mendefera |
| 3. | Gash-Barka           | Barentu   |
| 4. | Anseba               | Keren     |
| 5. | Semenawi Keyih Bahri | Massawa   |
| 6. | Debubawi Keyih Bahri | Assab     |

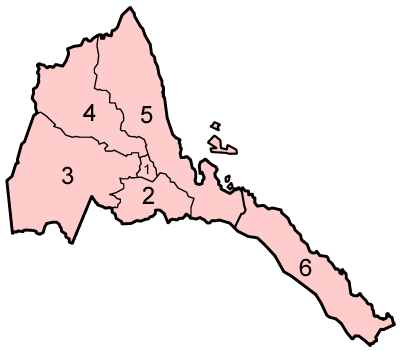
Regio's van Eritrea

Deze regio's zijn op hun beurt weer onderverdeeld in 58 sub-zoba's (districten).